# Pierre Rehov
Pierre Rehov, pseudonimo di Pierre Malvine (Algeri, 9 aprile 1952), è un regista, scrittore e giornalista francese con cittadinanza israeliana, noto soprattutto per i suoi film sul conflitto arabo-israeliano e sul conflitto Israelo-Palestinese, il suo trattamento nei media, nonché sul terrorismo. Come scrittore di romanzi spesso utilizza anche gli pseudonimi Pierre JB Benichou o Pierre Malvine.

## Biografia
Rehov è nato da una famiglia ebrea di Algeri, quando l'Algeria era ancora un dipartimento francese. Racconta di aver vissuto il terrorismo in giovane età.
Nel 1961, la sua famiglia entra a far parte dei pied-noirs (coloni francesi) in fuga dall'Algeria. In un film sui rifugiati ebrei (Silent Exodus) descrive la sorte degli ebrei fuggiti dai paesi arabi dopo il 1948. Ha scelto di non descrivere la propria comunità proveniente dall'Algeria, poiché la guerra algerina era un problema coloniale che coinvolgeva più la Francia che la comunità ebraica, anche se ricorda che gli ebrei in Algeria, soffrono dell'antisemitismo musulmano da decenni, quando l'Algeria faceva ancora parte della Francia.
Rehov spiega di non essere stato un attivista finché non ha visto la morte di Muhammad al-Durrah in televisione e ne ha messo in dubbio l'autenticità[8]. È stato il primo a condurre un'indagine giornalistica sull'omicidio di al-Durrah che ritiene ancora una vittima della macchina propagandistica palestinese.
Secondo Rehov ogni giornalista deve essere (o sembrare) filo-palestinese per non mettersi in pericolo nei territori palestinesi e questo, tra le altre cose, crea un sistematico pregiudizio anti-israeliano, specialmente sui media francesi. Egli sostiene inoltre una soluzione a due Stati, che consenta ai palestinesi e agli israeliani di vivere fianco a fianco, ma non crede che la pace sarà possibile per molte generazioni. 
Rehov attribuisce la responsabilità all'Autorità palestinese, che, secondo lui, non ha alcun interesse nel risolvere il conflitto attraverso i negoziati, dal momento che le Nazioni Unite e l'Unione europea si dimostrano di parte contro Israele.
Nel gennaio 2008, Rehov ha accompagnato la divisione USA a Baghdad, dove ha filmato ore di quotidiani, mostrando la situazione in Iraq dal terreno. Queste immagini fanno parte del suo documentario The Path to Darkness.
Nel 2008 Rehov si è trasferito negli Stati Uniti a causa di quello che ha descritto come un crescente clima di antisemitismo in Francia e nel resto d'Europa. Tre anni dopo, nel novembre 2011, si è trasferito a Tel Aviv, in Israele, dove ora vive.
Rehov vive con Sharon Yambem, un’ebrea immigrata in Israele dall'India. Ha un figlio che vive a Hong Kong e una figlia.

## Filmografia
- The Road to Jenin, risposta a Jenin, Jenin, un documentario controverso prodotto da by Mohammed Bakri, al fine di ritrarre quel che Bakri chiama "the Palestinian truth" – sulla "Battle of Jenin". Il film elenca il numero di vittime riconosciute sia dai palestinesi che dagli israeliani.
- The Trojan Horse, questo fil dimostra che le vere intenzioni di Yasser Arafat non erano quelle di creare due Stati ma uno stato palestinese in tutto il territorio di Israele.
- Holy Land - Christians in Peril[9] – film che racconta la fuga dei Cristiani dalle terre controllate dall’AP.
- Silent Exodus, film sul Jewish exodus from Arab lands, l’Esodo degli Ebrei dale terre palestinesi.
- Hostages of Hatred, il modo in cui il diritto al ritorno dei palestinesi, sostenuto dall'ONU, ha lasciato i palestinesi nei campi per mezzo secolo e, come sostiene Rehov, ha dato origine all'attuale situazione irrisolvibile in Medio Oriente.
- From The River to the Sea, nominato miglior film al 2006 Liberty Film Festival
- The War of Images
- Suicide Killers, film documentario del 2006 che si propone di esplorare la condizione psicologica dei kamikaze.[10][11][11] Uscito nelle sale di New York e Los Angeles, e distribuito in DVD dalla WEA, è stato selezionato per gli Oscar di Hollywood ma non nominato..
- First comes Saturday, then Comes Sunday, film documentario del 2007 sulla persecuzione dei cristiani sotto il dominio islamico in Medio Oriente[12].

## Opere
- Cellules Blanches – Pubblicato da uno dei principali editori francesi, Albin Michel. Presto tradotto in inglese, con il titolo White Cells. Un thriller sul terrorismo.
- Tu seras si jolie – Pubblicato da Belfond. Giugno 2018
- Ted - Pubblicato da Cosmopolis. 2020
- 88 - Pubblicato da Cosmopolis. 2021